# Lantana (Florida)
Lantana és un town al comtat de Palm Beach (Florida, Estats Units) a unes 37 milles (60 km) al nord de Fort Lauderdale i 62 milles (100 km) al nord de Miami. Aquest town forma part de l'àrea metropolitana de Miami, al sud de Florida. En el cens del 2020 tenia una població era d'11.504 habitants. Segons l'Oficina del Cens el town té una superfície de 2.9 milles quadrades (7.5 km2) de les quals 0.6 sq mi (1.6 km2) - un 21,31% - son cobertes per les aigües.

## Història
Els primers colons arribaren a la zona després que el Congrés aprovés el 1842 l’Armed Occupation Act (llei d'ocupació armada) en acabar les Guerres Seminola durant l'administració del president John Tyler. La família M. B. Lyman és acreditada amb la fundació de la ciutat. Lyman arribà amb la seva família el 1888 i, al cap d'un any, ja havia endegat diverses empreses, com ara una botiga de queviures, un establiment comercial indi i una oficina de correus. Com a cap de correus, Lyman va anomenar l'oficina de correus – Lantana Point – per les plantes silvestres de Lantana que creixien abundantment a la zona. La terme Point decaigué amb el temps.
Un dels altres negocis de Lyman era la Lantana Fish Company. A principis del segle XX la recol·lecció i comercialització d'ostres esdevingué la principal indústria de la localitat. El town de Lantana es constituí formalment el 20 de juliol de 1921, amb 22 residents votant a les primeres eleccions. En el moment de la seva constitució, la superfície de Lantana era d'una milla quadrada amb una població de 100 residents.
Des del 1950 la ciutat acollí l'Hospital AG Holley, l'últim dels antics sanatoris estatals per a tuberculosos. El centre podia tractar una cinquantena de pacients alhora, aquells amb les formes més persistents de la malaltia.La instal·lació fou enderrocada el novembre del 2014.
Des de 1974 fins a 1988, Lantana era a casa a la tradició d'acollint l'arbre de Nadal decorat més gran del món. Cada any, un arbre enorme s'embarcava des de la regió del nord-oest del Pacífic cap a Lantana per raïl als terres del National Enquirer, adjacent a la Florida East Coast Railway. L'esdeveniment atreia molts visitants cada nit, creixent en popularitat i tornant-se una de les més espectaculars celebracions nadalenques al sud de Florida. Aquesta festivitat anual va acabar el 1989 a causa de la venda del National Enquirer seguint la mort del seu fundador, Generoso Pope Jr., als 61 anys l'octubre del 1988.

## Clima
Lantana té un clima equatorial (classificació climàtica de Köppen Af), ja que el seu mes més sec (febrer) té una mitjana de precipitacions de 64,8 mm (2,55 polzades), complint l'estàndard mínim de 60 mm al mes més sec necessari per encaixar amb aquesta tipificació. A Lantana, bona part de l'any és càlid o calorós i les glaçades són extremadament rares. Com és típic a l'àrea metropolitana de Miami, a Lantana hi ha dues estacions principals: un hivern suau i sec (del novembre a l'abril) i un estiu calorós i humit (del maig a l'octubre). Durant l'estació calorosa són habituals els ruixats diaris, tot i que de breu durada. Lantana acull moltes varietats de vegetació tropical, que exhibeixen la seva diversitat d'arbres i flors per tot el sud de Florida i a la ciutat mateixa, entre elles la seva homònima, la flor de Lantana.

## Demografia

### Cens del 2020
| Cursa                                  | Número  | Percentatge |
| -------------------------------------- | ------- | ----------- |
| Blanc (NH)                             | 5.701   | 49,56%      |
| Negre o afroamericà (NH)               | 2.755   | 23,95%      |
| Natiu americà o nadiu d'Alaska (NH)    | 18 anys | 0,16%       |
| Asiàtic (NH)                           | 192     | 1,67%       |
| illenc del Pacífic o nadiu hawaià (NH) | 6       | 0,05%       |
| Alguna altra raça (NH)                 | 95      | 0,83%       |
| Multiracial (NH)                       | 377     | 3,28%       |
| Hispà o llatí (qualsevol raça)         | 2.360   | 20,51%      |
| Total                                  | 11.504  |             |

Segons el cens del 2020 a la localitat hi vivien 11.504 persones, 5.038 llars i 2.556 famílies.

### Cens del 2010
| Demografia de Lantana                       | Demografia de Lantana | Demografia de Lantana | Demografia de Lantana |
| ------------------------------------------- | --------------------- | --------------------- | --------------------- |
| Cens del 2010                               | Lantana               | Comtat de Palm Beach  | Florida               |
| Població total                              | 10.423                | 1.320.134             | 18.801.310            |
| Canvi de població, 2000 a 2010              | +10,4%                | +16,7%                | +17,6%                |
| Densitat de població                        | 4.547,8/cm² el meu    | 670,2/cm² el meu      | 350,6/cm² el meu      |
| Blanc o caucàsic (inclòs l'hispanic blanc ) | 69,3%                 | 73,5%                 | 75,0%                 |
| ( Blanc o caucàsic no hispànic )            | 56,3%                 | 60,1%                 | 57,9%                 |
| negre o afroamericà                         | 22,0%                 | 17,3%                 | 16,0%                 |
| Hispà o llatí (de qualsevol raça)           | 18,6%                 | 19,0%                 | 22,5%                 |
| asiàtic                                     | 1,5%                  | 2,4%                  | 2,4%                  |
| Natiu americà o nadiu d'Alaska              | 0,4%                  | 0,5%                  | 0,4%                  |
| illenc del Pacífic o nadiu de Hawaii        | 0,1%                  | 0,1%                  | 0,1%                  |
| Multiracial                                 | 2,8%                  | 2,3%                  | 2,5%                  |
| Alguna altra raça                           | 1,9%                  | 3,9%                  | 3,6%                  |

Segons el cens del 2010 al town hi vivien 10.423 persones, 4.164 llars i 2.128 famílies residien a la ciutat.

### Cens del 2000
L'any 2000 la distribució per edats era d'un 6,1% de menors de 5 anys, un 21,4% menors de 18 anys i un 13,8% de 65 anys o més. La renda mediana per llar a la ciutat era de 41.624 dòlars. Un 17,4% de la població estava per sota del llindar de pobresa.
L'any 2000 l'anglès era la Llengua materna del 73,24% de tots els residents, mentre que el castellà era la llengua materna del 13,95%, el crioll haitià representava el 6,82% i el finès era la llengua materna del 5,01% de la població (el percentatge més alt de Florida). A banda, parlaven francès el 0,62% dels residents i l'alemany pel 0,34% de la població.

L'any 2000 Lantana ocupava la posició 111 als Estats Units pel que fa a la major proporció de persones d'ascendència  finlandesa, que representaven el 5,4% de tots els residents (empatat amb dues zones dels EUA a Michigan), mentre que els haitians ocupaven la posició 35, amb el 5,20% de la població.

## Cultura
Lantana té una biblioteca pública, amb una col·lecció de més de 24.000 volums, a partir del 2020. La biblioteca de Lantana Road, a l'oest de la ciutat, al comtat no incorporat de Palm Beach, és una sucursal del sistema públic de biblioteques del comtat de Palm Beach .
Hi ha sistema públic escolar i escoles concertades com l'Acadèmia Marítima de Palm Beach (preescolar - 12è grau)  Royal Palm School (escola de necessitats especials, escola preescolar - 12º grau)

## Serveis espirituals
- First Baptist Church (~Primera Església Baptista)  és una església baptista del sud a Lantana. L'església cobreix les creences protestants tradicionals de la doctrina baptista i està situada al número 1126 de West Lantana Road.[24]
- Holy Spirit Catholic Church (~Església Catòlica de l'Esperit Sant) és una església catòlica situada a Lantana, al número 1000 de West Lantana Road.[25]
- Living Word Church (~Església de la Paraula Viva)  és una església aconfessional situada al número 2116 de West Lantana Road, a Lantana.[26]
- Maranatha Bible Church  (~Església Bíblica Maranatha) és una església aconfessional situada a Lantana, al número 900 de South Broadway.[27]
- Holy Guardian Anglican Church (~Església Anglicana Holy Guardian)  és una església episcopal situada al número 1325 de Cardinal Lane, a Lantana.[28]
- Chabad of South Palm Beach (~Chabad de South Palm Beach), una casa Chabad per difondre el judaisme ortodox i donar suport a la vida de la comunitat jueva, es troba al número 224 de South Ocean Boulevard, a Lantana.[29]

## Ciutats germanes
- Lapua, Finlàndia[30]

## Persones notables
- Kathleen Ridder, filàntropa, educadora, escriptora, activista per la igualtat de les dones[31]